# Parapalystes euphorbiae
Espèce
Parapalystes euphorbiae est une espèce d'araignées aranéomorphes de la famille des Sparassidae.

## Distribution
Cette espèce est endémique du Cap-du-Nord en Afrique du Sud. Elle se rencontre vers Noup et Port Nolloth.

## Description
Le mâle holotype mesure 11,00 mm et la femelle paratype 16,00 mm.

## Publication originale
- Croeser, 1996 : A revision of the African huntsman spider genus Palystes L. Koch 1875 (Araneae: Heteropodidae). Annals of the Natal Museum, vol. 37, p. 1-122.